# Gérard Lallement
Gérard Lallement (ur. 1935 w Metz, zm. 22 stycznia 2006) – francuski matematyk zajmujący się teorią półgrup. Jego nazwisko nosi m.in. lemat Lallementa.